# مناف يونس
مناف يونس هو لاعب كرة قدم عراقي محترف، من مواليد تشرين الثاني/نوفمبر 1996، يلعب في مركز قلب دفاع لنادي الشرطة الذي يلعب في الدوري العراقي الممتاز، ويلعب أيضًا في صفوف المنتخب العراقي.

## الجوائز والإنجازات

### الجماعية
العراق
- كأس الخليج العربي (1): 2023

## روابط خارجية
- مناف يونس على موقع قاعدة بيانات كرة القدم.إي يو (الإنجليزية)
- مناف يونس على موقع Soccerway.com (الإنجليزية)
- مناف يونس على موقع كووورة